# San Bernardino (Kalifornija)
San Bernardino je grad u američkoj saveznoj državi Kalifornija. Prema popisu stanovništva iz 2010. u njemu je živjelo 209.924 stanovnika.